# 泛塵
泛塵（はんじん/ちりはらい）は、室町時代に作られたとされる日本刀（脇差）である。真田信繁の差料とされるが、現在は行方不明である。

## 概要

### 刀工・宇多国次について
越中で活躍した越中宇多派の刀工・宇多国次により作られたとされる脇差である。宇多派は大和国宇陀郡で活動していた古入道国光が越中に移住したことから端を発した刀工一派であり、国光が郷里を示すために「宇多」と銘を切ったことからその名がついたものとされる。古入道国光は五位庄三日市（現在の富山県高岡市福岡町三日市）に居を構え、後世の同派の刀工も越中を拠点に活躍していた。越中宇多派の作風は、応永年間以前に作られた古宇多物は小杢目肌に地沸（じにえ、平地の部分に鋼の粒子が銀砂をまいたように細かくきらきらと輝いて見えるもの）がついた上品な直刃（すぐは）である。
一方で応永年間以降の作刀は、鍛えが柾目交じりに粕立つ。刃文（はもん）は直刃のほか互の目交じりもあるが、焼き崩れ（刃文の一部が乱れ、刃文が崩れてはっきりしない状態）などあり下品である。また、棟焼き（刀身の棟側にも焼きを入ってしまうこと）が多いことも目障りとなると評される。宇多国次は同一銘を使った刀工が複数存在し、南北朝時代の延文年間に活躍した古入道国光の子とも弟ともいわれる国次から、安土桃山時代の天正年間に作刀していた国次まで多岐にわたる。なお、本作を作刀した「宇多国次」がどの国次であるかは判明していない。

### 名前の由来
『南紀徳川史』などによれば、泛塵は「ちりはらい」と読み、水の流れに刃を向け、水上から塵を流すと、刃に触れた塵が両断されて流れるとの意味だという。
昭和以降に活動した刀剣研究者の福永酔剣は、泛塵を「はんじん」と読んだ上で、「泛塵は浮塵に同じで、人の生命は、空中に浮かぶ塵のように、はかないものと達観した心境の表現であろう」との見解を述べている。

### 来歴
金象嵌（きんぞうがん、金で銘文を嵌入した物）銘から、真田信繁が佩用したとされ、また、堀川国広が磨り上げたとされる。
江戸時代中期から後期にかけて紀州藩にて儒者として仕えた、刀剣愛好家の伊藤蘭嵎が所持し差料とした。紀州藩主の四男で養子として三河国挙母藩藩主となる内藤学文（または学文とは別の「藩主」）に、蘭嵎が儒書を講義した際に、泛塵を所望されたが、蘭嵎は落涙して「いやしい身の佩刀をご所望とはありがたいことでございますが、忠臣智勇の人の佩刀などではなく、真田幸村は（徳川方に）敵対した者でございます」等と述べたので、献上の求めは撤回されたという。学文は儒学を愛好し、紀州藩にいた頃は蘭嵎らに師事していた。
蘭嵎の死後、その息子の伊藤亦蘭が泛塵を「高野山の方」に質に出したのを、画家で紀州藩士の野呂介石が買い求め、所持した。介石は、十歳頃に蘭嵎に師事したことがあった。介石の友人の橘南谿は、随筆『北窓瑣談』に泛塵のことを記し、「真田幸村は武略のみと思いしに、泛塵の二字風流の銘なり」「此脇差高野山より出で、伝来正しき宝刀なり」等と述べている。なお、介石より後の所有者及び現在の存否は不明である。

## 作風

### 刀身
刃長（はちょう、刃部分の長さ）は1尺6~7寸（48.5～51.5センチメートル）、中反り、常体、菖蒲造りで、刃文は広直刃であるという。
無銘であるが、後刻の金象嵌銘で、表に「泛塵　真田左衛門帯之」、裏に「宇多国次作国広上之」と入っており、表銘は草書、また「泛塵」の下に目貫穴があったという。

### 用語解説
- 刀工節のカッコ内解説および用語解説については、個別の出典が無い限り、刀剣春秋編集部『日本刀を嗜む』に準拠する。

1. ↑  「鍛え」は、別名で地鉄や地肌とも呼ばれており、刃の濃いグレーや薄いグレーが折り重なって見えてる文様のことである[2]。これらの文様は原料の鉄を折り返しては延ばすのを繰り返す鍛錬を経て、鍛着した面が線となって刀身表面に現れるものであり、1つの刀に様々な文様（肌）が現れる中で、最も強く出ている文様を指している[2]。
2. ↑  「刃文」は、赤く焼けた刀身を水で焼き入れを行った際に、急冷することであられる刃部分の白い模様である[3]。焼き入れ時に焼付土を刀身につけるが、地鉄部分と刃部分の焼付土の厚みが異なるので急冷時に温度差が生じることで鉄の組織が変化して発生する[3]。この焼付土の付け方によって刃文が変化するため、流派や刀工の特徴がよく表れる[3]。